# Urticina
Urticina (лат.) — род относительно крупных и часто ярко окрашенных морских анемонов из семейства Actiniidae. Встречаются в северной части Тихого океана, на севере Атлантики и Северном Ледовитом океане.

## Классификация
Род включает следующие виды, согласно World Register of Marine Species:
- Urticina asiatica  (Averincev, 1967)
- Urticina coccinea  (Verrill, 1866)
- Urticina columbiana  Verrill, 1922
- Urticina coriacea  (Cuvier, 1798)[2]
- Urticina crassicornis  (Müller, 1776)[3]
- Urticina eques (Gosse, 1858) (nomen dubium)
- Urticina felina  (Linnaeus, 1761)
- Urticina grebelnyi  Sanamyan, N.P. & Sanamyan, K.E., 2006
- Urticina kurila (nomen dubium)
- Urticina lofotensis  (Danielssen, 1890)[4]
- Urticina macloviana (Lesson, 1830)
- Urticina mcpeaki  Hauswaldt & Pearson, 1999
- Urticina piscivora  (Sebens & Laakso, 1978)
- Urticina tuberculata  Cocks, 1850